# Vera van Pol
Vera Dorothea Wilhelmina van Pol (Weert, 17 de diciembre de 1993) es una deportista neerlandesa que compite en gimnasia artística.
Ganó dos medallas de bronce en el Campeonato Europeo de Gimnasia Artística, en los años 2018 y 2023, ambas en la prueba por equipos.
Participó en dos Juegos Olímpicos de Verano, en los años 2016 y 2020, ocupando el séptimo lugar en Río de Janeiro 2016, en el concurso por equipos.

## Palmarés internacional
| Campeonato Europeo | Campeonato Europeo    | Campeonato Europeo | Campeonato Europeo   |
| Año                | Lugar                 | Medalla            | Prueba               |
| ------------------ | --------------------- | ------------------ | -------------------- |
| 2018               | Glasgow (Reino Unido) | Medalla de bronce  | Concurso por equipos |
| 2023               | Antalya (Turquía)     | Medalla de bronce  | Concurso por equipos |